# Docosia nigella
Docosia nigella är en tvåvingeart som beskrevs av Oskar Augustus Johannsen 1912. Docosia nigella ingår i släktet Docosia och familjen svampmyggor.
Artens utbredningsområde är Alaska. Inga underarter finns listade i Catalogue of Life.